# Iryna Friz
Iryna Wasyliwna Friz, ukr. Ірина Василівна Фріз (ur. 25 września 1974 w Eupatorii) – ukraińska polityk, deputowana do Rady Najwyższej Ukrainy, w latach 2018–2019 minister.

## Życiorys
Absolwentka uczelni artystycznej NAOMA w Kijowie z 2003. Początkowo pracowała w przedsiębiorstwie spółdzielczym, później m.in. jako krytyk sztuki i specjalistka w organizacji gospodarczej. W latach 2003–2005 i 2006–2007 była asystentka parlamentarną, w międzyczasie pracowała w administracji Rady Bezpieczeństwa Narodowego i Obrony Ukrainy. Później zatrudniona w administracji ukraińskiego parlamentu, zaś w 2014 przez kilka miesięcy kierowała departamentem polityki informacyjnej w administracji prezydenckiej.
W wyborach w 2014 z ramienia Bloku Petra Poroszenki uzyskała mandat posłanki do Rady Najwyższej VIII kadencji. W listopadzie 2018 dołączyła do rządu Wołodymyra Hrojsmana jako minister spraw weteranów. Funkcję tę pełniła do sierpnia 2019. Wcześniej w tym samym roku została ponownie wybrana do ukraińskiego parlamentu.